# Johannes Magnus

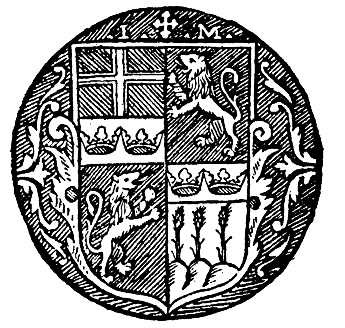
Sceau de Johannes Magnus

Johannes Magnus, translittération latine de son nom suédois Johan Månsson (1488 - Rome 1544), est un ecclésiastique suédois, dernier archevêque catholique en Suède.

## Biographie
Né à Linköping, élu en 1524 avec l'accord du roi Gustave Ier Vasa comme archevêque d'Uppsala, malgré l'opposition du pape Clément VII, qui souhaitait la réinstallation du précédent archevêque Gustave Trolle, exilé pour des raisons politiques. 
Cependant, il ne tarde pas à s'opposer au roi qui a conçu le projet d'introduire la Réforme en Suède et quitte le pays dès 1526 pour résider à Dantzig. Il se retire ensuite à Rome, où son frère Olaus Magnus l'avait précédé pour plaider avec succès sa cause auprès du pape qui le confirme le 6 juin et le consacre le 28 juillet 1533. Il meurt le 22 mars 1544 et son frère lui succède comme archevêque titulaire d'Upsal.

## Œuvres
Magnus passa le reste de sa vie entre Venise et Rome, et écrivit deux ouvrages sur la Suède à l'origine du Gothicisme:
- Historia de omnibus Gothorum Sueonumque regibus (Rome, 1554)
- Historia metropolitanæ ecclesiæ Upsaliensis.

## Sources
- Marie-Nicolas Bouillet  et Alexis Chassang (dir.), « Jean Magnus » dans Dictionnaire universel d’histoire et de géographie, 1878 (lire sur Wikisource)
- Pierre-Ange Salvadori, Le Nord de la Renaissance. La carte, l’humanisme suédois et la genèse de l’Arctique, Paris, Classiques Garnier, 2021.